# 海神神社
海神神社（わたつみじんじゃ、通称、かいじんじんじゃ）は、長崎県対馬市峰町木坂にある神社。式内社（名神大社）論社、対馬国一宮。旧社格は国幣中社で、現在は神社本庁の別表神社。
式内名神大社の「和多都美神社」、同「和多都美御子神社」、式内国幣小社の「胡禄神社」、同「胡禄御子神社」の論社である（いずれも複数の論社がある）。

## 祭神
主祭神
- 豊玉姫命

配祀神
- 彦火火出見命
- 宗像神
- 道主貴神
- 鵜茅草葺不合命

江戸時代までは八幡神を祀っていた。

## 歴史
社伝によれば、神功皇后が三韓征伐からの帰途、新羅を鎮めた証として旗八流を上県郡峰町に納めたことに由来するという。旗は後に現在地の木板山（伊豆山）に移され、木坂八幡宮と称された。また、仁徳天皇の時代、木坂山に起こった奇雲烈風が日本に攻めてきた異国の軍艦を沈めたとの伝承もある。
中世以降は、八幡本宮とも、下県郡の下津八幡宮（現 厳原八幡宮）に対して上津八幡宮とも称された。
明治3年（1870年）、『延喜式神名帳』に見える和多都美神社に改称した。
明治4年5月（1872年）国幣中社に列格する際に、祭神を八幡神から豊玉姫命に改め、同年6月に現在の海神神社に改称した。

## 境内
- 弥勒堂 - 廃絶。神宮寺であったと思われる。
- 社殿は1921年に建造されている[1]。

## 民俗
神社の南にある集落は、旧社人が居住していたので、穢れを忌む意識が強く、家屋は川の北側にあって、女性は出産に際しては川の南側に移って小屋の中で出産し、産後しばらく忌が開けるまで滞在した。
墓は参り墓が川の南岸にあり、埋め墓は南方の山を越えた海岸部にあるという両墓制の形態をとっていた。産穢と死穢を忌む意識が強い。
集落の北側にあって神社の鎮座する山を伊豆山と呼ぶが、伊豆はイツク（厳く）の意味で、神がよりつく神聖な山の意味である。
旧6月の午の日の早朝にはヤクマの祭りが行われ、西海岸に石塔を立てて、伊豆山の方向を拝む。元々は天道の祭りで、太陽を拝むと共に、麦の収穫感謝を願った。
八幡神を祀っていたのは、母子神信仰が基盤にあるからで、太陽によって孕んだ子供を天神として祀る天道信仰の上に、母神（神功皇后）と子神（応神天皇）を祀る八幡信仰が習合していた。母子神信仰は、日本神話と結び付けられて、豊玉姫命と鵜茅草葺不合命とも解釈された。しかし、母子神信仰の基層には、海神や山神の祭祀があり、太陽を祀る天道信仰が融合していたのである。元々は自然崇拝に発した祭祀が、歴史上の人物に仮託され、社人による神話の再解釈が導入され、さらに明治時代以降は国家神道の展開によって、祭神が日本神話の神々に読みかえられ、式内社に比定する動きが強まった。

## 文化財

### 重要文化財（国指定）
- 銅造如来立像 - 統一新羅時代の作。

### 仏像盗難問題
- 2012年10月6日から8日の間に盗難に遭った（対馬仏像盗難事件）[2]。当神社の「銅造如来立像」と観音寺の「金銅観世音菩薩坐像」の窃盗犯は韓国人グループで、韓国に持ち込んで売り捌こうとしたところを警察に拘束された[3]。釜山港での通関過程で文化財鑑定委員が「100年未満の模造骨董品」と誤って鑑定し、韓国国内への搬入を許していた[4]。
- 日本政府が返還を求めていたのに対し、観音寺の「金銅観世音菩薩坐像」の所有を主張している韓国の浮石寺や仏教界が「（両仏像とも）倭寇に略奪された」などと訴え、大田地裁が当面返還を差し止める仮処分を出したため長らく返還には至らなかったが、2015年7月15日に銅造如来立像について韓国検察が、海神神社を「正当な権利者」と認定して仏像の返還を決定[5]。同18日に約3年ぶりに非公開（安全な移送を優先したため）で返還された[6]。なお、返還された仏像は指先が欠損していたが、これは盗難時に受けた何らかの衝撃が原因とみられている[7]。

菅義偉官房長官は会見で、返還を「当然のこと」とし、「もう1体（観音寺の「金銅観世音菩薩坐像」）も返還を強く求めていきたい」と語った。

## 現地情報
所在地
- 長崎県対馬市峰町木坂247

## 周辺関連施設
- 峰町歴史民俗資料館